# Shannon (řeka)
Shannon (irsky Sionainn nebo Sionna, anglicky River Shannon) je nejdelší řeka na ostrově Irsko, která protéká územím Irské republiky (Leinster, Connacht, Munster). Je 368 km (podle jiných zdrojů 356 km) dlouhá. Povodí má rozlohu 15 700 km².

## Průběh toku
Protéká Centrální rovinou přes řetězec jezer (Lough Allen, Lough Ree, Lough Derg). Ústí do Atlantského oceánu, přičemž vytváří estuár dlouhý 100 km.

## Vodní stav
Zdrojem vody jsou dešťové srážky. Vodní stavy jsou vysoké na podzim a v zimě a nízké v létě. Nezamrzá. Průměrný roční průtok vody na dolním toku činí přibližně 200 m³/s.

## Využití
Vodní doprava je možná téměř na celém toku. Do města Limerick je při přílivu dostupná i pro námořní lodě. Je spojena s kanály Grand a Royal s Dublinem. Leží na ní města Carrick na Shannonu, Athlone, Killaloe, Limerick.